# 江安十府糧儲道
江安十府糧儲道，又称督理江安徽宁池太庐凤淮扬十府粮储道，是清朝的糧儲道。

## 沿革
江安十府糧儲道设于清朝初年，专门掌管漕粮的监察兑收及督押运艘，驻江宁。康熙二十一年十月（1682年10月），裁安池太道、徽宁道，原领各府州一并来属。雍正十一年十二月（1734年1月），置安徽宁池太广道，析安庆府、徽州府、宁国府、池州府、太平府、广德直隶州往属之；析滁州直隶州、和州直隶州往属庐凤道。